# Tellurid antimonitý
Tellurid antimonitý je anorganická sloučenina s vzorcem Sb2Te3. Je to šedá, pevná látka s vrstevnatou strukturou. Má vlastnosti úzkopásového polovodiče a také topologického izolátoru, takže jeho vlastnosti jsou závislé na jeho tloušťce.

## Příprava
Lze jej připravit reakcí antimonu s tellurem při teplotách 500–900 °C.
2 Sb(l) + 3 Te(l) → Sb2Te3(l)

## Využití
Lze z něj připravit polovodiče typu p i n dopováním vhodným dopantem. Podobně jako tellurid bismutitý má termoelektrické vlastnosti a proto se využívá v chladicích zařízeních.